# Мандалорець
«Мандало́рець» (англ. The Mandalorian) — американський вебсеріал у жанрі космічної опери, який є складовою частиною канонічного всесвіту «Зоряних війн». Події серіалу починаються через п’ять років після подій «Повернення Джедая» (1983).
Педро Паскаль виконує головну роль мандалорця Діна Джаріна,   самотнього мисливця за головами, який тікає, щоб захистити чутливу до Сили дитину Ґроґу. Починаючи з третього сезону, також  роль лідера мандалорців Бо-Катан Крайз виконує акторка Кеті Сакгофф (після появи у другому сезоні).
Творець «Зоряних воєн» Джордж Лукас розпочав розробку телевізійного серіалу в 2009 році, але цей проєкт виявився занадто дорогим для виробництва. У жовтні 2012 року він продав Lucasfilm компанії Disney. Згодом для Disney+ почалася робота над новим серіалом. Творцем, сценаристом і шоуранером серіалу виступає Джон Фавро. Він також є виконавчим продюсером шоу разом з Дейвом Філоні, Кетлін Кеннеді і Коліном Вілсоном. Головну роль виконує Педро Паскаль. У серіалі також знялися Джина Карано, Нік Нолті, Джанкарло Еспозіто, Карл Везерс, Емілі Своллоу і Вернер Герцог.
Прем’єра серіалу відбулася разом із запуском стримінг-сервісу Disney+ 12 листопада 2019 року. Перший сезон із восьми епізодів був зустрінутий позитивними відгуками, був номінований на 72-у церемонію вручення премії «Еммі» в номінації «Найкращий драматичний серіал» і виграв сім нагород «Еммі» за творче мистецтво. Прем’єра другого сезону відбулася 30 жовтня 2020 року та отримала позитивні відгуки, а прем’єра третього сезону відбулася 1 березня 2023 року. Четвертий сезон знаходиться в розробці. Серіал також отримав два спінофи — серіали «Книга Боби Фетта» який вийшов 29 грудня 2021 року, і «Асока», прем'єра якого запланована на 2023 рік.

## Синопсис
Дія серіалу розгортається через 5 років після падіння Галактичної Імперії. У центрі сюжету — пригоди Ґроґу і самітнього мисливця за головами, мандалорця Діна Джаріна, представника колись могутньої раси благородних воїнів, тепер вимушеного животіти серед покидьків суспільства на дальніх межах Галактики, вдалині від влади Нової Республіки. Прагнучи дізнатись більше про походження дитини, мофф Ґідеон починає переслідувати їх. Потім герої вирушають на планету Мандалор, щоб Дін Джарін міг спокутувати свою провину за те, що зняв свій шолом.

## У ролях

### У головних ролях
- Педро Паскаль — мандалорець Дін Джарін, самітний стрілок і мисливець за головами. Оточення часто називає його «Мандо» — це загальний і, можливо, образливий термін, використовуваний для позначення всіх мандалорців, представників народу досвідчених воїнів. Дін Джарін — знайда, якого в дитинстві врятували мандалорці[9][10].
- Ґроґу — крихітна зелена істота, що володіє Силою; належить до тієї ж невідомої раси, що і Великий магістр Ордену джедаїв Йода. Вік Малюка становить близько 50 років. За його доставку «Клієнт» пропонує щедру винагороду. Мандалорець знаходить і захищає Дитя, у той час як інші мисливці за головами продовжують полювати на нього.
- Кеті Сакгофф — Бо-Катан Крайз, колишня правителька Мандалора і лідер групи мандалорців під назвою «Нічні сови». Сакгофф повторює свою роль з мультсеріалів «Війни клонів» і «Повстанці».

### Другорядні та епізодичні ролі
- Карл Везерс — Ґріф Карґа, колишній магістрат і лідер Гільдії мисливців за головами, який наймає Мандалорця для пошуку і затримання видобутку.

- Вернер Герцог — Клієнт, безіменний персонаж, якого охороняють імперські штурмовики. Він доручає Мандалорцю пошук і доставку цінного вантажу.

- Омід Абтахі — доктор Першинґ, учений, що працює на «Клієнта».

- Нік Нолті — голос Куііла, представника раси угнотів, фермера-водозбирача. Місті Росас надала захоплення руху Куііла.

- Тайка Вайтіті — голос IG-11, дроїда-мисливця за головами, який обробляє розмови точно і буквально. Після спроби вбити «Малюка» в якості його нагороди, після чого його зупинив Джарін, IG-11 був перепрограмовано Куіілом, щоб захищати малюка.

- Джина Карано — Карасінтія «Кара» Дюн, колишня штурмовиця, нині найманка з Альдераана, під час Галактичної громадянської війни боролася на боці Повстанського Альянсу.

- Джанкарло Еспозіто — мофф Ґідеон, колишній офіцер Імперського бюро безпеки, таємної поліції Галактичної Імперії, чиє життя змінилося після того, як Повстанський Альянс знищив другу Зірку Смерті.

- Майкл Б'єн — мисливець за головами.

- Розаріо Довсон — Асока Тано, жінка-тогрута, учениця падаванка Енакіна Скайвокера, що пішла з Ордена Джедаїв під час Воєн клонів і приєдналася до «Альянсу повстанців» за часів Галактичної Імперії.

- Темуера Моррісон — Боба Фетт, мандалорський мисливець за головами.

- Тімоті Оліфант — Кобб Вант, колишній раб, який отримав в своє розпорядження мандалорську броню Боби Фетта. Цей персонаж з'являється в трилогії «Зоряні війни: Наслідки», написаної Чаком Вендиго.

- Мерседес Кестнер-Варнадо — Коска Рівз, мандалорка, член загону «Нічних сов».
- Діана Лі Іносанто — Морґан Елсбет, імператорська магістратка Калідану на планеті Корвус. У її ранньому житті на її людей напали під час Війн клонів. Під час піднесення Галактичної імперії Морґан допомагала будувати Імперський флот і працювала на Ґранд-адмірала Трауна, і вона грабувала різні світи. Вона правила Каліданом залізним кулаком, катувавши своїх в'язнів в електричних клітках. Асока Тано робила різні напади на Калідан, щоб змусити Морґан розкрити місце розташування Трауна. Коли мандалорець прибув на Корвус, Морґан дала йому завдання, щоб знайти Асоку, за що вона дасть йому в нагороду посох з бескара. Мандалорець і Асока працювали разом, щоб звільнити Калідан від правління Морґан. Отримавши поразку в поєдинку з Асокою, Морґан передала їй необхідну інформацію. Після повалення Морґан чоловік на ім'я Вінґ став губернатором Калідану.
- Марк Гемілл — Люк Скайвокер, лицар-джедай, який реагує на сигнал Ґроґу через Силу, рятуючи його від Темних солдатів Ґідеона. Поряд з R2-D2, згодом він погоджується тренувати Ґроґу як джедая-падавана. Люка зображує Марк Гемілл, який зображує персонажа в більшості проєктів, починаючи з «Зоряні війни: Нова надія». До Марка Гемілла використовувалась графіка для того, щоб зобразити молодшого Люка Скайвокера. Саймон Труддаю виступав у ролі дублера для персонажа.
- R2-D2 — це дроїд, з яким подружився Люк Скайвокер. Він з'явився разом з Люком, де вони забирають Ґроґу, щоб Люк міг навчати його.
- Кеті О'Браян — Еліа Кейн.

### Переклад українською
Наявне неофіційне багатоголосе закадрове озвучення з локалізацією відеоряду серіалу, за благодійним збором.
Творча спільнота «Струґачка»
Режисер озвучення — Михайло Карпань, перекладачка — Віка Ярмольчук.
Ролі озвучували: Максим Сінчуков, Ганна Соболєва, Андрій Соболєв, Сергій Солопай, Євген Малуха, Михайло Карпань, Олекса Мельник, Роман Молодій, Олександр Чєрнов, Ніна Тараруєва, Олена Узлюк.
HDrezka Studio
Ролі озвучували: Дмитро Терещук, Юрій Сосков, Катерина Буцька, Катерина Брайковська.

## Список серій
| Сезон | Епізоди | Епізоди | Оригінальний показ | Оригінальний показ |
| Сезон | Епізоди | Епізоди | Перший показ       | Останній показ     |
| ----- | ------- | ------- | ------------------ | ------------------ |
| 1     | 8       | 8       | 12 листопада 2019  | 27 грудня 2019     |
| 2     | 8       | 8       | 30 жовтня 2020     | 18 грудня 2020     |
| 3     | 8       | 8       | 1 березня 2023     | 19 квітня 2023     |

### 1 сезон (2019)
| № серії (загалом) | № серії (в сезоні) | Назва серії                                           | Режисер(и)          | Сценарист(и)                  | Оригінальна дата виходу |
| ----------------- | ------------------ | ----------------------------------------------------- | ------------------- | ----------------------------- | ----------------------- |
| 1                 | 1                  | «Частина 1: Мандалорець» «Chapter 1: The Mandalorian» | Дейв Філоні         | Джон Фавро                    | 12 листопада 2019       |
| 2                 | 2                  | «Частина 2: Дитя» «Chapter 2: The Child»              | Рік Фамуїва         | Джон Фавро                    | 15 листопада 2019       |
| 3                 | 3                  | «Частина 3: Гріх» «Chapter 3: The Sin»                | Дебора Чоу          | Джон Фавро                    | 22 листопада 2019       |
| 4                 | 4                  | «Частина 4: Прихисток» «Chapter 4: Sanctuary»         | Брайс Даллас Говард | Джон Фавро                    | 29 листопада 2019       |
| 5                 | 5                  | «Частина 5: Стрілець» «Chapter 5: The Gunslinger»     | Дейв Філоні         | Дейв Філоні                   | 6 грудня 2019           |
| 6                 | 6                  | «Частина 6: В'язень» «Chapter 6: The Prisoner»        | Рік Фамуїва         | Крістофер Йост та Рік Фамуїва | 13 грудня 2019          |
| 7                 | 7                  | «Частина 7: Відплата» «Chapter 7: The Reckoning»      | Дебора Чоу          | Джон Фавро                    | 18 грудня 2019          |
| 8                 | 8                  | «Частина 8: Спасіння» «Chapter 8: Redemption»         | Тайка Вайтіті       | Джон Фавро                    | 27 грудня 2019          |

### 2 сезон (2020)
| № серії (загалом) | № серії (в сезоні) | Назва серії                                         | Режисер(и)          | Сценарист(и) | Оригінальна дата виходу |
| ----------------- | ------------------ | --------------------------------------------------- | ------------------- | ------------ | ----------------------- |
| 9                 | 1                  | «Частина 9: Маршал» «Chapter 9: The Marshal»        | Джон Фавро          | Джон Фавро   | 30 жовтня 2020          |
| 10                | 2                  | «Частина 10: Пасажир» «Chapter 10: The Passenger»   | Пейтон Рід          | Джон Фавро   | 6 листопада 2020        |
| 11                | 3                  | «Частина 11: Спадкоємиця» «Chapter 11: The Heiress» | Брайс Даллас Говард | Джон Фавро   | 13 листопада 2020       |
| 12                | 4                  | «Частина 12: Облога» «Chapter 12: The Siege»        | Карл Везерс         | Джон Фавро   | 20 листопада 2020       |
| 13                | 5                  | «Частина 13: Джедай» «Chapter 13: The Jedi»         | Дейв Філоні         | Дейв Філоні  | 27 листопада 2020       |
| 14                | 6                  | «Частина 14: Трагедія» «Chapter 14: The Tragedy»    | Роберт Родріґес     | Джон Фавро   | 4 грудня 2020           |
| 15                | 7                  | «Частина 15: Віруючий» «Chapter 15: The Believer»   | Рік Фамуїва         | Рік Фамуїва  | 11 грудня 2020          |
| 16                | 8                  | «Частина 16: Порятунок» «Chapter 16: The Rescue»    | Пейтон Рід          | Джон Фавро   | 18 грудня 2020          |

### 3 сезон (2023)
| № серії (загалом) | № серії (в сезоні) | Назва серії                                                           | Режисер(и)          | Сценарист(и)            | Оригінальна дата виходу |
| ----------------- | ------------------ | --------------------------------------------------------------------- | ------------------- | ----------------------- | ----------------------- |
| 17                | 1                  | «Частина 17: Відступник» «Chapter 17: The Apostate»                   | Рік Фамуїва         | Джон Фавро              | 1 березня 2023          |
| 18                | 2                  | «Частина 18: Копальні Мандалора» «Chapter 18: The Mines of Mandalore» | Рейчел Моррісон     | Джон Фавро              | 8 березня 2023          |
| 19                | 3                  | «Частина 19: Перетворення» «Chapter 19: The Convert»                  | Лі Айзек Чанг       | Джон Фавро, Ноа Клур    | 15 березня 2023         |
| 20                | 4                  | «Частина 20: Знайда» «Chapter 20: The Foundling»                      | Карл Везерс         | Джон Фавро, Дейв Філоні | 22 березня 2023         |
| 21                | 5                  | «Частина 21: Пірат» «Chapter 21: The Pirate»                          | Пітер Ремзі         | Джон Фавро              | 29 березня 2023         |
| 22                | 6                  | «Частина 22: Найманці» «Chapter 22: Guns for Hire»                    | Брайс Даллас Говард | Джон Фавро              | 5 квітня 2023           |
| 23                | 7                  | «Частина 23: Шпигуни» «Chapter 23: The Spies»                         | Рік Фамуїва         | Джон Фавро, Дейв Філоні | 12 квітня 2023          |
| 24                | 8                  | «Частина 24: Повернення» «Chapter 24: The Return»                     | Рік Фамуїва         | Джон Фавро              | 19 квітня 2023          |

## Виробництво

### Передісторія
У квітні 2005 року Джордж Лукас на фестивалі Star Wars Celebration III офіційно оголосив про початок роботи над першим ігровим телесеріалом, присвяченим всесвіту «Зоряних війн». Виконавчим продюсером проєкту поряд з самим Лукасом став його багаторічний партнер по компанії Lucasfilm Рік Маккалум. Серіал отримав назву «Зоряні війни: Злочинний світ», а його дія повинна була розгортатися між подіями третього і четвертого епізоду кіносаги.
До 2012 року були написані чорнові сценарії до 50 серій (по годині кожна), проте майбутнє серіалу виявилося під питанням внаслідок занадто високих витрат на його створення (у першу чергу внаслідок візуальних спецефектів). 30 жовтня 2012 року корпорація The Walt Disney Company оголосила про придбання за 4 млрд доларів Lucasfilm, у тому числі прав на франшизу «Зоряні війни». Голова правління Disney Роберт Айгер відзначив потенціал телесеріалу за мотивами «Зоряних воєн», але не став вдаватися в подробиці. Незабаром після цього було оголошено, що Маккаллум покинув Lucasfilm. У січні 2013 року тодішній президент телекомпанії ABC Пол Лі висловився за перегляд проєкту телесеріалу і висловив сумніви в його життєздатності. В результаті цей серіал так і не був запущений у виробництво.
У червні 2014 року сценарист Стівен Скайя, який працював над «Злочинним світом», розкрив деякі цікаві подробиці невдалого проєкту. Так, в серіалі повинні були фігурувати головні персонажі оригінальної трилогії: «Ми обговорювали історії про те, як Хан зустрів Чуї і як Лендо позбувся „Тисячолітнього сокола“. Я навіть запропонував Джорджу Лукасу екшн-сцену з Бобою Феттом і його реактивним ранцем».

### Розробка
9 листопада 2017 року стало відомо про те, що The Walt Disney Company і Lucasfilm створять для майбутнього стримінгового сервісу Disney ігровий телесеріал, присвячений «Зоряним війнам». З відповідною заявою виступив президент і СЕО The Walt Disney Company Боб Айгер під час щоквартальної телеконференції з інвесторами.
6 лютого 2018 року Айгер під час чергової телеконференції повідомив, що Disney працює не над одним, а відразу над декількома телесеріалами, дія яких розгортається у всесвіті «Зоряних воєн»: «Раніше ми згадали тільки про одного з серіалів суто тому, що незабаром поділимося з вами першими подробицями про нього. Ми ведемо активну роботу над цими проєктами та ще не готові розкрити всі секрети. Думаю, що глядачі будуть вражені тією роботою, яку виконали талановиті люди, які працюють над цими телесеріалами».
У березні 2018 року стало відомо, що Джон Фавро стане сценаристом майбутнього серіалу, а також візьме на себе функції виконавчого продюсера. У травні 2018 року Фавро повідомив, що написав сценарії до половини серій першого сезону. 5 серпня 2018 року з'явилася інформація про те, що створення серіалу може обійтися приблизно в 100 мільйонів доларів за 10 серій.
3 жовтня 2018 року Фавро на своїй сторінці в Instagram розкрив назву серіалу — «Мандалорець», а також опублікував короткий опис сюжету. 4 жовтня 2018 року стало відомо про те, що перший сезон буде складатися з восьми епізодів. Було також оголошено, що до числа виконавчих продюсерів серіалу поряд з Фавро увійдуть Дейв Філоні, Кетлін Кеннеді і Колін Вілсон, а режисерами першого сезону серіалу виступлять Дейв Філоні, Тайка Вайтіті, Брайс Даллас Ховард, Рік Фамуїва і Дебора Чоу.

### Підбір акторів
У листопаді 2018 року було оголошено, що головні ролі у фільмі виконають Педро Паскаль, Джина Карано і Нік Нолті.
12 грудня 2018 року стало відомо, що до акторського складу приєдналися Джанкарло Еспозіто, Карл Везерс, Емілі Своллоу, Омід Абтахі і Вернер Герцог. 21 березня 2019 року з'явилася інформація про те, що Тайка Вайтіті озвучить одного з персонажів; згодом виявилося, що йому доручена роль дроїда IG-11.
На фестивалі D23 Expo в серпні 2019 року було оголошено, що одну з ролей у серіалі виконає Мінг-На Вен. У вересні 2019 року з'явилася інформація про участь в серіалі Джулії Джонс.

### Фільмування
Фільмування телесеріалу стартували на початку жовтня 2018 року в Південній Каліфорнії. 19 жовтня Джордж Лукас відвідав знімальний майданчик, щоб привітати Фавро з днем народження. Фільмування першого сезону завершилися 27 лютого 2019 року. Другий сезон розпочали фільмувати у жовтні 2019 року. Відомо, що режисером одного з епізодів другого сезону стане актор Карл Везерс.

### Візуальні ефекти
Студія візуальних ефектів Industrial Light & Magic, дочірня компанія Lucasfilm, в листопаді 2018 року відкрила в Лондоні новий підрозділ ILM TV для роботи над серіалами для ТБ і стримінгових сервісів. За підтримки офісів Industrial Light & Magic в Сан-Франциско, Ванкувері та Сінгапурі ILM TV буде займатися серіалами по всесвіту «Зоряних воєн», першим з яких стане «Мандалорець».
Для створення цифрових фонів в серіалі використовувався Unreal Engine, ігровий рушій компанії Epic Games. Дана технологія дозволяє значно прискорити рендеринг візуальних ефектів, ніж це зазвичай можливо для ігрових фільмів. Розкадрування, яке показує розбиття відео та ілюструє ключові сцени, також виконувалося не за допомогою традиційних ескізів на білому фоні, а з допомогою ігрового рушія.

## Реліз
Прем'єра першого сезону відбулася 12 листопада 2019 року на стримінговому сервісі Disney+. Прем'єра другого сезону відбулася 30 жовтня 2020 року. Прем'єра третього сезону відбулася 1 березня 2023 року.

### Маркетинг
4 жовтня 2018 року студія Disney опублікувала перший кадр із серіалу, на якому зображений мандалорець з гвинтівкою. Через тиждень Фавро у своєму офіційному обліковому записі у Instagram розмістив фотографію двоствольного бластера, що є явним відсиланням до зброї Боби Фетта в телевізійному фільмі «The Star Wars Holiday Special».
14 квітня 2019 року Джон Фавро, Дейв Філоні і основний акторський склад провели на Star Wars Celebration в Чикаго зустріч, присвячену виходу «Мандалорця». Під час заходу були показані перші уривки з серіалу.
Перший офіційний постер і трейлер були представлені 23 серпня 2019 року на конференції D23 Expo. Другий трейлер був випущений 28 жовтня 2019 року.

## Сприйняття
На агрегаторі рецензій Metacritic серіал зібрав середню оцінку 71 зі 100. На Rotten Tomatoes середня оцінка складає 90 % схвалення від критиків і 86 % від пересічних глядачів.
Браян Лоурі з CNN описував серіал так: це проста, але приваблива історія, що добре виконує своє завдання — зацікавлює оповіддю та заохочує шанувальників «Зоряних воєн» підписуватися на сервіс Disney+. «Це хитра стратегія, що не тільки відповідає корінням „Зоряних воєн“, але й наслідує півгодинний вестерн, який заповнив телебачення в зародковому стані — доречна аналогія, оскільки „Мандалорець“ представляє вісника ще одного нового засобу доставки розваг» (стримінгового сервісу Disney+). Третій сезон характеризувався як своєрідний перезапуск серіалу, а «Книга Боби Фетта» як розширення другого сезону, нехай і з іншим головним героєм.
Деніелом Фінберґом із The Hollywood Reporter зазначалося, що перший сезон складається з коротких епізодичних історій, які проте мають привабливу чарівність. Другий сезон, хоча і глибше розкриває персонажів і послідовніший сюжетно, часом потребує більшої простоти. В усякому разі «Заслуга сценариста й режисера Джона Фавро в тому, що він просто дав глядачам те, що вони хочуть».
Водночас Луї Чілтон із Independent зауважив, що серіал наслідує кращі зразки, котрі є у франшизі «Зоряні війни», але не пропонує нічого нового. Та якщо говорити про те, як «Мандалорець» змиває поганий післясмак фільму «Скайвокер. Сходження», то він є ідеальним твором.
Згідно з Беном Треверсом із IndieWire, «Мандалорець» містить багато запозичень, які приваблюють фанатів «Зоряних воєн», та при тому ж часто відволікається від важливих другорядних персонажів, як-от Ґідеон чи інші мандалорці.
16 вересня 2020 року серіал «Мандалорець» нагороджений п'ятьма статуетками «Еммі» (усього 15 номінацій) у технічних номінаціях: «візуальні ефекти», «операторська робота для серіалу з однокамерною зйомкою», «монтаж звуку», «мікшування звуку», «дизайн декорацій». Раніше серіал був нагороджений преміями Спілки візуальних ефектів (Visual Effects Society Awards), Класичних горорів Рондо Гаттона (Rondo Hatton Classic Horror Awards), Гільдії публіцистів Америки (Publicists Guild of America), редакторів звукозапису (Motion Picture Sound Editors, USA) та IGN Summer Movie Awards.